# 4 tháng 2
Ngày 4 tháng 2 là ngày thứ 35 trong lịch Gregory. Còn 330 ngày trong năm (331 ngày trong năm nhuận).

## Sự kiện
- 266 – Ngụy Nguyên Đế Tào Hoán sai sứ giả dâng ngọc tỉ, thiện vị cho Tấn vương Tư Mã Viêm, kết thúc triều Tào Ngụy, tức ngày Nhâm Tuất (13) tháng 12 năm Ất Dậu.
- 960 – Sau khi tiến hành binh biến và buộc Hoàng đế Hậu Chu Sài Tông Huấn phải thiện vị, Tiết độ sứ Triệu Khuông Dận xưng đế, đặt quốc hiệu là Tống, tức ngày Ất Tị (5) tháng 1 năm Canh Thân.
- 1276 – Tròn 316 năm sau ngày nhà Tống thành lập, Kinh đô Lâm An của Nam Tống thất thủ với việc Tống Cung Đế dâng truyền quốc tỷ cho quân Nguyên và bỏ đế hiệu, tức ngày Giáp Thân (18) tháng 1 năm Bính Tý. (Sự kiện Lâm An thất thủ)
- 1567 – Dụ vương Chu Tái Hậu tức hoàng đế vị, trở thành hoàng đế thứ 13 của triều Minh, tức Mục Tông hay Long Khánh Đế, tức ngày Nhâm Tý (26) tháng 12 năm Bính Dần.
- 1703 – Tại Edo, Bốn mươi bảy Ronin tự sát theo nghi thức Seppuku.
- 1789 – George Washington được Đại cử tri đoàn nhất trí bầu làm Tổng thống Hoa Kỳ đầu tiên.
- 1794 – Cơ quan lập pháp Pháp bãi bỏ chế độ nô lệ trên toàn bộ lãnh thổ Pháp. Tuy nhiên, chế độ nô lệ được tái lập tại Tây Ấn thuộc Pháp vào năm 1802.
- 1899 – Câu lạc bộ thể thao SV Werder Bremen được thành lập với tên gọi Fußballverein Werder bởi một nhóm gồm 16 học sinh trung học hướng nghiệp.
- 1932 – Chiến tranh Trung-Nhật: Cáp Nhĩ Tân thất thủ trước Quân đội Đế quốc Nhật Bản.
- 1943 – Chiến tranh thế giới thứ hai: Chiến dịch Sa mạc Tây tại Bắc Phi kết thúc với thắng lợi của Đồng Minh.
- 1945 – Chiến tranh thế giới thứ hai: Hội nghị Yalta với sự tham gia của nguyên thủ ba cường quốc (Churchill, Roosevelt, và Stalin) được tổ chức tại cung điện Livadia gần thành phố Yalta, Ukraina, Liên Xô.
- 1948 – Ceylon (sau đổi tên thành Sri Lanka) trở thành quốc gia độc lập trong Khối Thịnh vượng chung Anh.
- 1969 – Yasser Arafat được bầu làm chủ tịch Ủy ban điều hành tổ chức Giải phóng Palestine (PLO).
- 1977 – Liên minh các Lực lượng Dân tộc, Dân chủ và Hòa bình Việt Nam giải thể.
- 1980 – Giáo chủ Ruhollah Khomeini bổ nhiệm Abolhassan Banisadr làm tổng thống của Iran.
- 2003 – Cộng hoà Liên bang Nam Tư được chính thức đổi tên thành Serbia và Montenegro và thông qua bản hiến pháp mới.
- 2004 – Mạng xã hội Facebook được Mark Zuckerberg thành lập.
- 2022 - Đoạn Cao tốc Cao Bồ - Mai Sơn trong đoạn đường cao tốc Cầu Giẽ – Ninh Bình của Đường cao tốc Bắc – Nam phía Đông đã chính thức khánh thành và được đi vào vận hành. Đây là dự án cao tốc đầu tiên của Dự án Đường cao tốc Bắc – Nam phía Đông giai đoạn 2017 – 2020 được vận hành chính thức.

## Sinh
- 742 – Charlemagne, vua Pháp
- 982 – Lê Phụng Hiểu-Tướng nhà Lý (m. 1059).
- 1553 – Mori Terumoto, đại danh người Nhật Bản, tức 22 tháng 1 năm Quý Sửu (m. 1625)
- 1778 – Augustin Pyramus de Candolle, nhà thực vật học người Thụy Sĩ (m. 1841)
- 1795 – Jakob von Hartmann, tướng lĩnh người Đức (m. 1873)
- 1804 – Philipp Carl von Canstein, tướng lĩnh người Đức (m. 1877)
- 1841 – Clément Ader, nhà phát minh, kỹ sư người Pháp (m. 1925)
- 1847 – Remus von Woyrsch, Thống chế Phổ (m. 1920)
- 1871 – Friedrich Ebert, Tổng thống Đức (m. 1925)
- 1872 – Gotse Delchev, nhà cách mạng người Macedonia (m. 1903)
- 1875 – Ludwig Prandtl, nhà vật lý học người Đức (m. 1953)
- 1881 – Kliment Voroshilov, Nguyên soái Liên Xô, tức 23 tháng 1 theo lịch Julius (m. 1969)
- 1896 – Friedrich Hund, nhà vật lý học người Đức (m. 1997)
- 1897 – Ludwig Erhard, Thủ tướng Tây Đức (m. 1977)
- 1902 – Charles Lindbergh, phi công và nhà hoạt động người Mỹ (m. 1974)
- 1904 – Đặng Dĩnh Siêu, chính trị gia người Trung Quốc (m. 1992)
- 1911 – Trần Tiến, võ sư người Việt Nam (m. 2011)
- 1913 – Rosa Parks (m. 2005)
- 1921 – Lotfi A. Zadeh, nhà toán học, nhà khoa học máy tính người Azerbaijan-Mỹ
- 1923 – Conrad Bain, diễn viên người Canada-Mỹ (m. 2013)
- 1925 – Đinh Xuân Lâm, sử gia người Việt Nam
- 1925 – Stanley Karnow, nhà báo, sử gia người Mỹ (m. 2013)
- 1928 – Kim Yong-nam, chính trị gia người Triều Tiên
- 1948 – Marisol, ca sĩ, diễn viên Tây Ban Nha
- 1953 – Kitaro, nhà soạn nhạc người Nhật Bản
- 1971 – Eric Garcetti
- 1975 – Lưu Chí Hàn, diễn viên người Đài Loan
- 1975 – Natalie Imbruglia, ca sĩ Australia
- 1978 – Đoan Trang, ca sĩ người Việt Nam
- 1978 – Thúy Hạnh, người mẫu người Việt Nam
- 1982 – Kimberly Wyatt, ca sĩ, vũ công, diễn viên người Mỹ (The Pussycat Dolls)
- 1989 – Shogo Suzuki, diễn viên, nhạc sĩ người Nhật Bản

## Mất
- 211 – Septimius Severus, Hoàng đế La Mã (s. 145)
- 708 – Giáo hoàng Sisinniô (s. 650)
- 1843 – Theodoros Kolokotronis, tướng lĩnh người Hy Lạp (s. 1770)
- 1882 – Nguyễn Phúc Miên Thích, tước phong Hậu Lộc Quận công, hoàng tử con vua Minh Mạng (s. 1835)
- 1894 – Adolphe Sax, nhà thiết kế nhạc khí người Bỉ, phát minh Saxophone (s. 1814)
- 1906 – Maximilian von Hagenow, tướng lĩnh người Đức (s. 1844)
- 1928 – Hendrik Lorentz, nhà vật lý học người Hà Lan, đoạt giải Nobel (s. 1853)
- 1928 – Fritz Raschig, nhà hóa học, chính trị gia người Đức (s. 1863)
- 1971 – Nguyễn Vỹ, nhà báo, nhà thơ người Việt Nam (s. 1912)
- 1983 – Karen Carpenter, ca sĩ và tay trống người Mỹ (The Carpenters) (s. 1950)
- 1987 – Liberace, ca sĩ Mỹ (Mr. Showmanship) (s. 1919)
- 1987 – Carl Rogers, nhà tâm lý học người Mỹ (s. 1902)
- 1992 – Lisa Fonssagrives, người mẫu người Thụy Điển (s. 1911)
- 2001 – Iannis Xenakis, nhà soạn nhạc và kiến trúc sư người Hy Lạp (s. 1922)
- 2002 – Nông Quốc Chấn, nhà văn người Việt Nam (s. 1923)
- 2002 – Sigvard Bernadotte, nhà thiết kế công nghiệp, thành viên vương thất Thụy Điển (s. 1907)
- 2012 – Xuân Tâm, nhà thơ người Việt Nam (s. 1916)
- 2018 – Hoàng Vân, nhạc sĩ nhạc đỏ Việt Nam (s. 1930)

## Những ngày lễ và kỷ niệm
- Ngày ung thư thế giới